# Драбиновская сельская община
Драбиновская сельская община (укр. Драбинівська сільська громада) — территориальная община в Полтавском районе Полтавской области Украины. Административный центр — село Драбиновка.
Образована 3 апреля 2017 года путем объединения Богдановского, Галущиногреблянского, Драбиновского, Крутобалковского, Кустоловского и Сухомаячковского сельских советов Новосанжарского района.

## Населенные пункты
В состав общины входят 16 сел: Богдановка, Варваровка, Веселка, Волковка, Вольная Степь, Галущина Гребля, Долгая Пустошь, Драбиновка, Дудкин Гай, Крутая Балка, Кустолово, Луговое, Малые Солонцы, Мушина Гребля, Радужное и Сухая Маячка.